# بروانة (أشنوية)
بروانة هي قرية في مقاطعة أشنوية، إيران. يقدر عدد سكانها بـ 231 نسمة بحسب إحصاء 2016.